# 第一企画 (韓国の企業)
第一企画（チェイルキフェク、朝鮮語: 제일기획、英語: Cheil Worldwide）は大韓民国最大手の広告代理店。サムスングループのグループ企業である。

## 概要
1973年に設立され、2000年以降からグローバル市場攻略に重点を置いて積極的にM&Aを行い、現在は世界46カ国で事業を行っており54箇所のオフィスを構えている。広告業界メディアアド・エイジが発行する「Agency Report 2024」によれば2023年の売上高が世界11位の広告代理店である。また、デジタルマーケティング事業を行っているWARC（カンヌライオンズ主催者のアセンシャルの一部門）が選ぶクリエティブ100の2024年版では12位にランクしている。
クライアントはサムスン電子などのサムスングループ系列企業にとどまらず、傘下の広告代理店によるものも含め、韓国GM、マイクロソフト、ネスレ、ザ コカ・コーラ カンパニー、アブソルート、アディダス、GE、レゴグループなど多数抱えている。
韓国企業で初めてカンヌライオンズ金賞およびグランプリを受賞するなど、韓国や世界各国の広告賞で多くの受賞実績を記録している。また、2002 FIFAワールドカップ開幕式や2005年韓国APEC文化イベントを主催するなど、様々な事業を展開している。

## 歴史
1973年設立。同年から日本の博報堂と業務提携を締結。設立当時の社名の英語表記はCheil Communicationsであった。
1988年、初となる海外支社を東京に設立。
1989年、アメリカ合衆国ネブラスカ州オマハの広告代理店であるボーゼルと合弁会社「チェイル-ボーゼル」を設立。
1992年、ニューヨーク支社を設立。
1997年、韓国企業で初となるカンヌ国際広告祭金賞を受賞。
1998年、韓国取引所に上場。
1999年12月、博報堂との合弁会社「博報堂チェイル」をソウルに設立。
2002年、2002 FIFAワールドカップ開幕式を主催。
2005年、2005年韓国APECにて韓国文化イベントを主催。清渓川復元祝賀式典を主催。
2008年、英語での社名をCheil CommunicationsからCheil Worldwideに変更。イギリスの広告代理店であるBMB (Beattie McGuinness Bungay) を買収。韓国企業で初となるOne Show金賞を受賞。
2009年、韓国企業で初となる大韓民国広告大賞3年連続グランプリを受賞。アメリカ合衆国のデジタル広告会社であるバーバリアングループ (The Barbarian Group) を買収。
2010年、2010年G20ソウルサミットに向けた総合広報活動を展開。
2011年、韓国企業で初のカンヌライオンズグランプリ受賞。2018年冬季オリンピックの平昌招致に向けた広報・マーケティング活動とプレゼンテーションを実施。
2012年、アメリカの広告代理店であるマッキニーを買収。
2014年、イギリスのショッパーマーケティング専門の広告代理店であるアイリス (Iris Nation Worldwide Ltd) を買収。

## スポーツクラブ
李健熙会長時代のサムスングループはスポーツに多額の投資を行ってきたが、2014年に倒れて李在鎔が実質的なトップとなってから方針転換され、第一企画がグループ各社から経営権を承継し、投資は縮小された。以降、これらのスポーツクラブは概ね成績が下降し、特に水原三星ブルーウィングスは2023年に初めてKリーグ2に降格となった。
- 水原三星ブルーウィングス（サッカー・Kリーグ）…2014年4月1日にサムスン電子から承継
- ソウル三星サンダース（男子バスケットボール・KBL）…2014年9月1日にサムスン電子から承継
- 龍仁サムスン生命ブルーミンクス（朝鮮語版）（女子バスケットボール・WKBL）…2014年9月1日にサムスン生命保険から承継
- 大田三星火災ブルーファングス（バレーボール・Vリーグ）…2015年6月1日にサムスン火災海上保険から承継
- サムスン・ライオンズ（野球・KBOリーグ）…2016年1月1日にサムスングループ各社からの株式譲渡により承継